# Circondario di Brescia
Il circondario di Brescia era uno dei circondari in cui era suddivisa la provincia di Brescia.

## Storia
Fu creato con il decreto Rattazzi che, in seguito all'annessione della Lombardia dal Regno Lombardo-Veneto al Regno di Sardegna (1859), riorganizzava la struttura amministrativa del Regno in province, circondari e mandamenti.
Nel 1868 vennero aggregati al circondario di Brescia i comuni del mandamento di Montechiaro, già appartenenti al soppresso circondario di Castiglione delle Stiviere.
Nel 1887 fu assegnato al circondario di Brescia il comune di Isorella, fino ad allora parte del circondario di Verolanuova.
Il circondario di Brescia fu abolito, come tutti i circondari italiani, nel 1927, nell'ambito della riorganizzazione della struttura statale voluta dal regime fascista.

## Geografia antropica

### Suddivisioni amministrative
Nel 1863, la composizione del circondario era la seguente:
- mandamento I di Brescia
  - parte del comune di Brescia
- mandamento II di Brescia
  - parte del comune di Brescia
- mandamento III di Brescia
  - comuni di Bovezzo; Brione; Caino; Cellatica; Collebeato; Concesio; Fiumicello; Folzano; Gussago; Mompiano; Nave; Roncadelle; San Bartolomeo; San Nazzaro Mella; Sant'Alessandro; Sant'Eufemia della Fonte; San Vigilio; San Zeno Naviglio; Urago Mella
- mandamento IV di Bagnolo Mella
  - comuni di Azzano Mella; Bagnolo Mella; Barbariga; Brandico; Capriano del Colle; Castelnuovo; Corticelle Pieve; Dello; Flero; Frontignano; Ghedi; Longhena; Mairano; Montirone; Poncarale; Quinzanello
- mandamento V di Bovegno
  - comuni di Bovegno; Brozzo; Cimmo; Collio; Irma; Lodrino; Marmentino; Pezzaze; Pezzoro
- mandamento VI di Gardone
  - comuni di Carcina; Gardone; Inzino; Lumezzane Pieve; Lumezzane Sant'Apollonio; Magno; Marcheno; Polaveno; Sarezzo; Villa di Cogozzo Val Trompia
- mandamento VII di Iseo
  - comuni di Iseo; Marone; Monticello Brusati; Peschiera Maraglio; Pilzone; Provaglio d'Iseo; Provezze; Sale Marazzino; Siviano; Sulzano; Vello; Zone
- mandamento VIII di Lonato
  - comuni di Bedizzole; Calvagese; Carzago; Desenzano sul Lago; Lonato; Moniga; Padenghe; Pozzolengo; Rivoltella; Sermione
- mandamento IX di Ospitaletto
  - comuni di Berlingo; Camignone; Castegnato; Cizzago; Comezzano; Corzano; Cossirano; Lograto; Maclodio; Ome; Ospitaletto; Paderno Franciacorta; Rodengo; Saiano; Torbole; Travagliato; Trenzano
- mandamento X di Rezzato
  - comuni di Borgo Satollo; Botticino Mattina; Botticino Sera; Caionvico; Castenedolo; Ciliverghe; Mazzano; Nuvolento; Nuvolera; Rezzato; Serle; Virle Treponti